# Luodian (Shanghai)
Luodian (chinesisch 罗店, Pinyin Luódiàn) ist eine Stadt im Bezirk Baoshan, rund 25 km entfernt von der Innenstadt Shanghai. Die Altstadt von Luodian existierte bereits in der Yuan-Dynastie. Jüngere Entwicklungen umfassen das Industriegebiet Luodian Industrial Zone und die neue Planstadt Luodian New Town, auch bekannt als North European New Town, mit einer Architektur in skandinavischem Stil.
Im Jahr 2008 hatte Luodian 49.700 registrierte Einwohner, erstreckte sich über 44 km² und ist über die Linie 7 der Metro Shanghai angebunden, deren nördlicher Ausbau zur Meilan Lake Station im Jahr 2010 eröffnet wurde.

## Geschichte
In der Zweiten Schlacht um Shanghai im Herbst 1937 war Luodian eine der Verteidigungsstellungen der chinesischen Armee, um die am erbittertsten gekämpft wurde. General Alexander von Falkenhausen, der Chef der deutschen Militärmission in China, führte im September 1937 die ihm unterstellten Truppen in Luodian gegen die Japaner.
Luodian New Town ist Teil der Initiative Eine Stadt, neun Orte (One City, Nine Towns), die im Jahr 2001 startete. Sie war von 2001 bis 2005 auf die Dauer des zehnten chinesischen Fünfjahresplans angesetzt. Jedem Vorstadtbezirk von Shanghai wurde eine neue Planstadt mit eigenem Thema zugewiesen. Luodian bekam die neue Stadt in schwedischen Stil zugeteilt. Andere bisher verwirklichte westliche Themen sind Thames Town (englisch), Pujiang (italienisch), Fengcheng (spanisch), Fengjing New Town (kanadisch), Gaoqiao (niederländisch) und Anting (deutsch). Architekten von SWECO gestalteten die Stadt, deren geplante Gesamtfläche 6,8 km² beträgt. Ihr 2004 fertiggestellter Kern enthält den künstlich angelegten Meilansee Meilan Lake, inspiriert vom See Mälaren in Schweden.

## Luodian Industrial Zone
Das Industriegebiet Luodian Industrial Zone erstreckt sich über 2,7 km². Es ist ein Teil des Gewerbe- und Industriegebietes Shanghai Baoshan Industrial Zone.

## Sport
Beim Lake Malaren Golf Club wird das Golfturnier BMW Masters ausgetragen, das 2012 Teil der PGA European Tour wurde. Das Turnier fand erstmals im Jahr davor unter dem Namen Lake Malaren Shanghai Masters statt.